# Verplaatsing (psychologie)
Verplaatsing of verschuiving (Duits: Verschiebung) is een term uit de psychoanalyse die voor het eerst werd gebruikt door Sigmund Freud. De term verplaatsing beschrijft een onbewust afweermechanisme waarbij sterke gevoelens of impulsen worden verplaatst naar een persoon of voorwerp zonder oorzakelijk verband met de interne gemoedstoestand van dit individu. Hierbij kent de aanleiding van de gemoedstoestand meestal een gehele andere aanleiding dan het voorwerp van de emotie. 
Voorbeeld: Een vrouw die lastig wordt gevallen door haar baas op het werk, krijgt ruzie met haar man thuis.